# Castillo de Artana
El castillo de Artana, situado en la cima de una elevación bajo la que se asienta la población de Artana, en la provincia de Castellón, es una fortaleza islámica construida sobre restos romanos, que sufrió transformaciones en época medieval.

## Descripción
Las reformas árabes y posteriormente cristianas transformaron el recinto en un castillo señorial, del que se conservan lienzos de muralla, la torre del Homenaje, del Principal, basamentos de otras torres, el aljibe y construcciones auxiliares, que contaba al exterior con torres auxiliares hoy desaparecidas.
Cabe destacar la torre Mayor llamada también de los Escipiones, de origen romano, con planta octogonal, de la que solo queda en pie la mitad inferior.